# 荷沢神会
荷沢神会（荷澤神會、かたく じんね、684年（嗣聖元年） - 758年（乾元元年））は、中国の唐代の禅僧。諡は真宗大師。俗姓は高。襄州襄陽県の出身。禅宗の中の荷沢宗の開祖。

## 生涯
神会は、最初は荊州で北宗の神秀に従い、その後、曹渓（広東省韶関市曲江区）に移って神秀の弟弟子である南宗の六祖慧能の下で禅を学んだ。慧能が亡くなると、今度は南陽へと北上し、そこで北宗の僧らと論争を繰り広げ、神秀批判の論を展開した。
745年（天宝4年）、南陽から東都洛陽の荷沢寺に移ったことにより、荷沢神会と呼ばれる。洛陽に入った後も、『菩提達摩南宗定是非論』等の論書を著して盛んに北宗批判を展開した。一時、その過激な言動のゆえに洛陽を追われたこともあったが、755年（天宝14年）に安禄山の乱が起こると、香水銭と呼ばれる金銭を国に納めることによる授戒制度の創設を上言した。もちろん、香水銭は乱平定のための軍費に充てられ、この功績によって神会は、粛宗に重用され、拡充された荷沢寺に戻ることができた。なお、香水銭は、北宋代以降、国家財政上の理由から常態化する売牒制度の起源である。

## 没後
さて、神会は、758年（乾元元年）に荷沢寺で亡くなり、粛宗からは「真宗大師」という大師号を賜り、また禅宗「七祖」として認められたと伝えられている。しかしながら、彼の没後、その系統である荷沢宗は急激に衰亡し、同じく慧能の弟子である南嶽懐譲 - 馬祖道一の系統である洪州宗が急速に勢力を拡大したため、神会が目の敵とした北宗同様に途絶えてしまう。また、その関係の典籍も、やはり北宗の文献同様に散逸してしまい、伝世しなかった。
20世紀になって、敦煌から見つかった大量の写本の中に、神会の著作も含まれていることが分かり、やはり敦煌から発見された北宗の文献と同様に、それらによって、一気に研究が進展した。また、神会の墓誌も洛陽郊外で発見され、それを元にして従来の伝記が修正されることとなった。